# Tratado de Corfú
El tratado de Corfú fue un acuerdo firmado el 24 de junio de 1994 en la isla de Corfú entre los Estados miembros de la Unión Europea y cuatro países (Noruega, Austria, Finlandia y Suecia), en relación con la adhesión de estos países a la UE. Entró en vigor el 1 de enero de 1995. El tratado disponía la adhesión de Austria, Finlandia y Suecia a la UE y modificó los anteriores Tratados de la Unión Europea. Como tal, es una parte integral de la base constitucional de la Unión Europea. Noruega no se incorporó finalmente a la UE porque en referéndum celebrado en noviembre de 1994, el pueblo noruego lo rechazó.